# Poa taiwanicola
Poa taiwanicola är en gräsart som beskrevs av Jisaburo Ohwi. Poa taiwanicola ingår i släktet gröen, och familjen gräs. Inga underarter finns listade i Catalogue of Life.